# 反折耳蕨
反折耳蕨（学名：Polystichum deflexum），为鳞毛蕨科耳蕨属下的一个植物种。